# Edward Duchnowski
Edward Duchnowski (ur. 16 stycznia 1930 w Podbielu, zm. 10 kwietnia 2010 w Smoleńsku) – polski działacz społeczny, sekretarz generalny Zarządu Głównego Związku Sybiraków.

## Życiorys

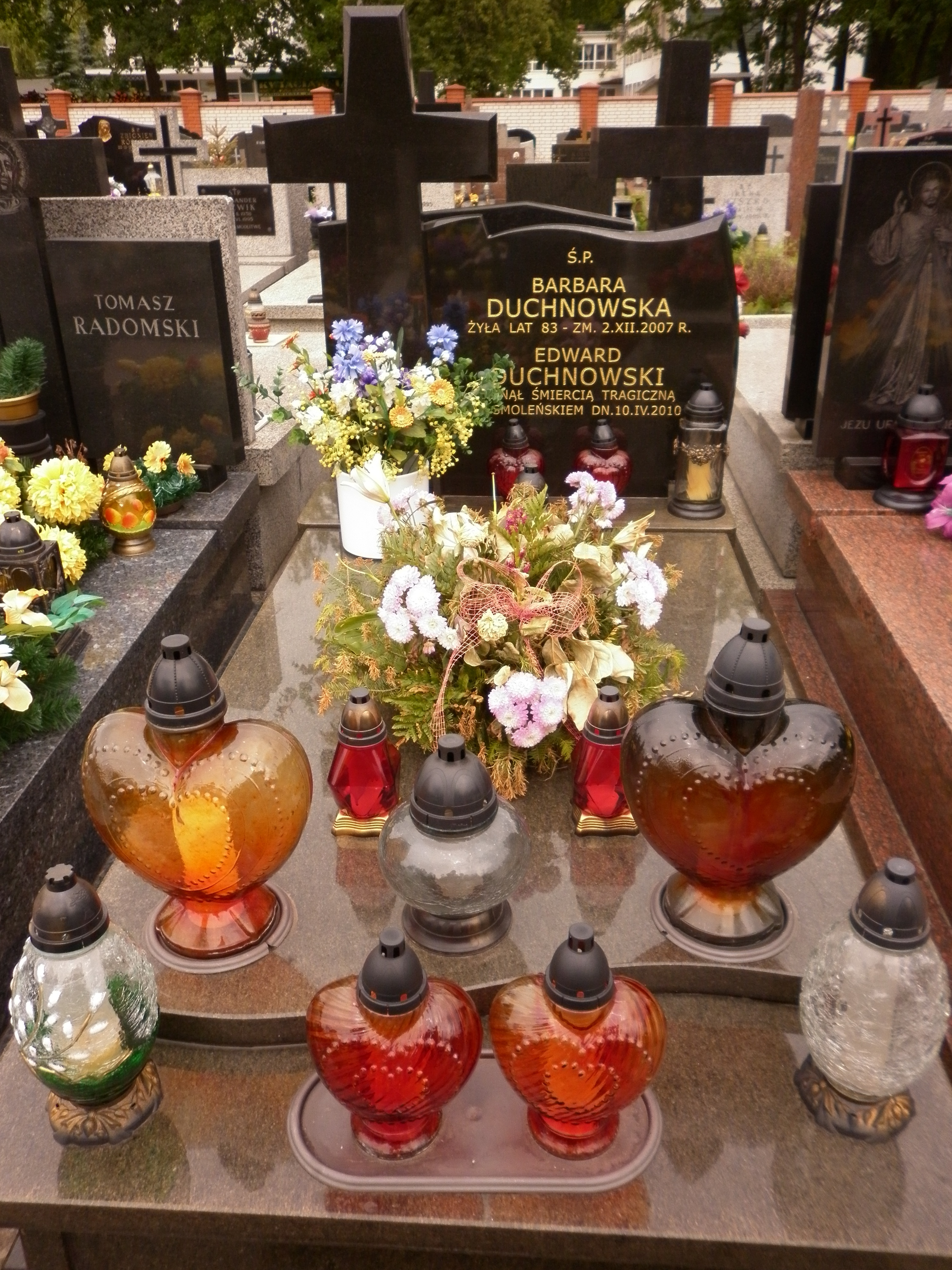
Grób Edwarda Duchnowskiego na cmentarzu w Marysinie Wawerskim

W wieku dziesięciu lat został wywieziony przez Rosjan na Syberię, gdzie przebywał w latach 1940–1946 w Kraju Ałtajskim. W 1946 roku powrócił do Warszawy, gdzie ukończył chemię na Uniwersytecie Warszawskim.
W 1988 roku rozpoczął działalność w reaktywowanym wówczas Związku Sybiraków i od połowy lat 90. był jego sekretarzem generalnym. M.in. z jego inicjatywy powstało odznaczenie Krzyż Zesłańców Sybiru i zaczęto organizować coroczne marsze żywych zesłańców Sybiru.
Zginął 10 kwietnia 2010 w katastrofie polskiego samolotu Tu-154 w Smoleńsku w drodze na obchody 70. rocznicy zbrodni katyńskiej. 24 kwietnia pochowano go na cmentarzu w Marysinie Wawerskim w Warszawie. Jego ciało zostało ekshumowane 1 grudnia 2016 w związku z prowadzonym w Prokuraturze Krajowej śledztwem w sprawie katastrofy smoleńskiej.

## Odznaczenia
Został pośmiertnie odznaczony Krzyżem Komandorskim z Gwiazdą Orderu Odrodzenia Polski.

## Upamiętnienia
10 września 2010 pod Pomnikiem Nieznanego Sybiraka w Białymstoku odsłonięto tablicę pamiątkową poświęconą Edwardowi Duchnowskiemu, a 17 września 2010 przy Sanktuarium Miłosierdzia Bożego w Łomży posadzono poświęcony mu Dąb Pamięci.
W 2012 na budynku przy ul. Narbutta 53 (od strony ul. Ligockiej) w Warszawie, w którym w latach 1980–2010 mieszkał Edward Duchnowski, odsłonięto tablicę pamiątkową.